# Dum spiro, spero
Pour les articles homonymes, voir Dum spiro spero (homonymie).

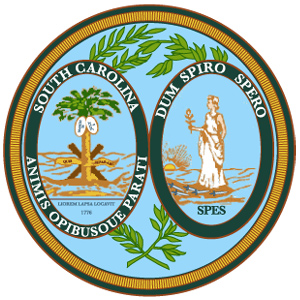
Sceau de la Caroline du Sud.

Dum spiro, spero est une locution latine signifiant « Tant que je respire, j'espère ».
Le français possède une expression analogue : « Tant qu’il y a de la vie, il y a de l’espoir. »

## Origine
Dum spiro, spero rappelle une formule de Cicéron qui a écrit dans ses lettres à Atticus (ad Atticum, tome IX, lettre 10) :
« Vt aegroto, dum anima est, spes esse dicitur, sic ego, quoad Pompeius fuit, sperare non destiti.  »
« Comme on dit d’un malade, tant qu’il lui reste un souffle, qu’il y a de l’espoir, ainsi je n’ai cessé d’espérer, tant que Pompée vécut. » 
On trouve aussi chez Sénèque (Lettres à Lucilius, lettre 70, 6) : 
« Itaque effeminatissimam uocem ilius Rhodii existimo, qui cum in caueam coniectus esset a tyranno et tamquam ferum aliquod animal aleretur, suadenti cuidam, ut abstinere cibo : « Omnia, inquit, homini, dum uiuit, speranda sunt. » »
« Il y a, selon moi, une inconcevable lâcheté dans le mot de ce Rhodien qui, mis en cage sur l’ordre d’un tyran et nourri là comme une bête, dit à quelqu’un qui lui conseillait le suicide par la faim : « L’homme peut tout espérer, tant que la vie lui reste. » 

## Devise
Cette locution latine est utilisée comme devise héraldique. On trouve alors les formes Dum spiro spero (sans ponctuation) ou même Dum Spiro Spero.
- Dum • Spiro • Spero a été la devise de la principauté de Schwarzbourg-Rudolstadt (en dernier lieu État fédéré de l’Empire allemand) et de ses princes.

Armoiries de la principauté de Schwarzbourg-Rudolstadt avec la devise Dum • Spiro • Spero sur la banderole.

- Dum Spiro Spero est la devise du Clan MacLennan, originaire du nord-ouest des Highlands d'Écosse [3].
- Dum Spiro Spero a été la devise du royaume de Sarawak (1842-1946).
- Dum Spiro Spero est la devise de la principauté de Hutt River, micronation située en Australie-Occidentale et autoproclamée en 1970.
- Dum spiro spero est l’une des devises de l’État de Caroline du Sud, membre des États-Unis d’Amérique.
- Dum spiro, spero est la devise de la famille Robert de Saint-Jal.

## Citations
- Alexandre Dumas, dans le Chevalier de Maison-Rouge (1846) utilise cette locution Dum spiro, spero[4] sans vraiment l’expliciter : elle devait être comprise par ses lecteurs.
- Jules Verne, dans les Enfants du capitaine Grant (1868) fait de la forme raccourcie spiro, spero (« je respire, j’espère ») la devise personnelle du professeur Jacques Paganel : « — Non, ami John ! On ne revient pas de la Nouvelle-Zélande ! Mais, cependant... enfin, vous connaissez la nature humaine ! Il suffit qu’on respire pour espérer ! Et ma devise, c’est « spiro, spero, » qui vaut les plus belles devises du monde ! »[5].

## Autre
- Dum Spiro Spero est le titre du huitième album du groupe de Metal japonais Dir En Grey.